# 1903 – 1983
1903–1983 je studijski album Delavske godbe Trbovlje, ki je izšel ob 80-letnem jubileju Delavske godbe Trbovlje leta 1983 pri založbi ZKP RTV Ljubljana. Album je izšel tako na LP plošči kot na kaseti.

## Seznam skladb
| Stran A | Stran A                           | Stran A      | Stran A       | Stran A |
| Št.     | Naslov                            | Glasba       | Priredba      | Dolžina |
| ------- | --------------------------------- | ------------ | ------------- | ------- |
| 1.      | „Žumberška rapsodija‟             | Danilo Bučar | Stjepan Dlesk | 9:45    |
| 2.      | „Pomorščak‟ (mornarska rapsodija) | Haydn Wood   |               | 9:50    |

| Stran B         | Stran B                   | Stran B         | Stran B         | Stran B |
| Št.             | Naslov                    | Pisec           | Priredba        | Dolžina |
| --------------- | ------------------------- | --------------- | --------------- | ------- |
| 1.              | „Tri invencije‟           | Pi Scheffer     |                 | 12:43   |
| 2.              | „Trobentarjeva uspavanka‟ |                 | Philip J. Lang  | 2:45    |
| 3.              | „Kralj diksija‟           |                 |                 | 2:38    |
| Skupna dolžina: | Skupna dolžina:           | Skupna dolžina: | Skupna dolžina: | 37:41   |

Dirigent: prof. Mihael Gunzek

### Solisti
- Štefan Guna (trobenta) pri skladbi »Trobentarjeva uspavanka«

## Posebna izdaja 2009
1903–1983 (posebna izdaja 2009) je posebna izdaja godbinega albuma 1903–1983, ki je izšla ob 90-letnici prof. Mihaela Gunzka leta 2009 v samozaložbi. Skladbam, ki so bile izdane na albumu iz leta 1983 so godbeniki dodali še nekaj skladb, ki so ravno tako zaznamovale obdobje, ko je Delavsko godbo Trbovlje vodil prof. Mihael Gunzek: »Capriccio Espagnol«, skladatelja Rimski-Korsakova, Lancenovo »Cape Kennedy« in dve koračnici: Privškovo »Veselju naproti« in Adamičevo »Tra-ta-ta, zdaj igra naša muzika«. Vse štiri dodane skladbe nekako sodijo v koncept, ki je bil postavljen ob izboru skladb za LP ploščo v letu 1983.

### Seznam skladb
| Št.             | Naslov                                | Glasba                  | Priredba          | Dolžina |
| --------------- | ------------------------------------- | ----------------------- | ----------------- | ------- |
| 1.              | „Žumberška rapsodija‟                 | Danilo Bučar            | Stjepan Dlesk     | 9:58    |
| 2.              | „The Seafarer‟                        | Haydn Wood              |                   | 9:51    |
| 3.              | „Three Inventions: 1. Flippant‟       | Pi Scheffer             |                   | 3:45    |
| 4.              | „Three Inventions: 2. Whimsical‟      | Pi Scheffer             |                   | 4:59    |
| 5.              | „Three Inventions: 3. Sorta Mixed-up‟ | Pi Scheffer             |                   | 4:07    |
| 6.              | „A Trumpeter's Lullaby‟               | Lari Anderson           | Philip J. Lang    | 2:48    |
| 7.              | „Dixie King‟                          | Willi Löffler           |                   | 2:40    |
| 8.              | „Capriccio Espagnol‟                  | Nikolaj Rimski-Korsakov | Frank Winterbotom | 15:43   |
| 9.              | „Cape Kennedy‟                        | Serge Lancen            |                   | 15:05   |
| 10.             | „Veselju naproti‟                     | Jože Privšek            |                   | 2:37    |
| 11.             | „Tra-ta-ta, zdaj igra naša muzika‟    | Bojan Adamič            |                   | 3:07    |
| Skupna dolžina: | Skupna dolžina:                       | Skupna dolžina:         | Skupna dolžina:   | 74:40   |

Dirigent: prof. Mihael Gunzek

### Solisti
- Štefan Guna (trobenta) pri skladbi »A Trumpeter's Lullaby«